# Vakkojärvi
Vakkojärvi eller Vaggovaljavri eller Vakkovalta är en sjö i Finland. Den ligger i kommunen Enontekis i landskapet Lappland, i den norra delen av landet, 900 km norr om huvudstaden Helsingfors. Vakkojärvi ligger 331 meter över havet. Arean är 1,85 kvadratkilometer och strandlinjen är 12,94 kilometer lång. Sjön  ingår i Torne älvs huvudavrinningsområde. 